# Eugène Victor Adrien Grillon
Pour les articles homonymes, voir Grillon.
Eugène Victor Adrien Grillon, né le 15 septembre 1800 à Châteauroux et mort le 29 février 1868 dans la même ville, est un homme politique français, maire de Châteauroux et député sous la Deuxième République,.

## Biographie
Avocat, il est élu conseiller municipal en 1832 et nommé maire par le roi, poste qu’il conserve jusqu’en 1846,. Il échoue aux élections législatives de 1846, mais après la révolution de février 1848, il est élu à la fois conseiller municipal de Châteauroux (et nommé maire par le préfet) et député à la constituante,.
L’année suivante, il est à nouveau élu député de l'Indre à l’Assemblée nationale,. Il vote les propositions conservatrices, puis se retire au coup d'État du 2 décembre 1851.